# 加斯科内斯
加斯科内斯，是西班牙马德里自治区的一个市镇。总面积20平方公里，总人口176人（2013年），人口密度8.8人/平方公里。